# Remus von Woyrsch

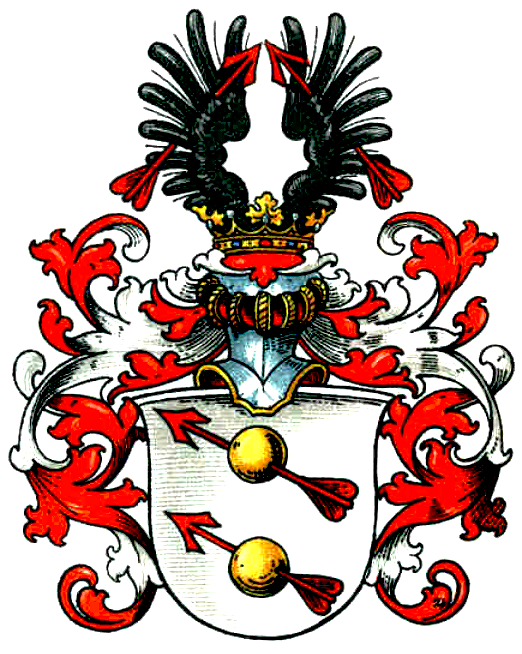
Herb rodziny von Woyrsch

Martin Wilhelm Remus von Woyrsch (ur. 4 lutego 1847 w majątku Pilsnitz, obecnie część Wrocławia, zm. 6 sierpnia 1920 tamże) – pruski oficer piechoty, feldmarszałek królewski, w latach 1908–1918 powołany do Izby Panów, doktor honoris causa Uniwersytetu Wrocławskiego, doktor, honorowy kawaler zakonu joannitów. W 1919 został honorowym obywatelem Wrocławia.

## Rodzina
Pochodził ze szlacheckiej rodziny pruskiej. Najstarsza wzmianka o szlacheckim rodzie Woyrschów pochodzi z ok. 1500 z Opawy na Śląsku Czeskim. Jego ojcem był ziemianin, rzeczywisty tajny radca (niem. Wirklicher Geheimrat) i członek Izby Panów Karl Wilhelm Remus von Woyrsch (1814–1899), a matką Cäcilie von Websky (1825–1903), córka znanego wrocławskiego przemysłowca – Martina Websky'ego. Remus był ich najstarszym synem.
W 1873 Remus von Woyrsch wziął ślub w Poczdamie z Theklą von Massow (1854–1943), córką królewskiego leśniczego Hermanna von Massow i Thekli von Websky.
Majątek rodowy Woyrschów znajdował się w Pilczycach, wówczas w powiecie wrocławskim prowincji śląskiej, przyłączonych do miasta w 1928 (niem. Pilsnitz Landkreis Breslau, obecnie osiedle we Wrocławiu). Na jego cześć nazwano tam ulicę – Woyrsch Strasse (obecnie ulica Hutnicza).
Jego bratankiem był Udo von Woyrsch, dowódca SS i Policji na Śląsku.

## Kariera wojskowa
Von Woyrsch wstąpił do armii po ukończeniu szkoły średniej. 5 kwietnia 1866 zaciągnął się do 1 Poczdamskiego Regimentu Grenadierów Gwardii. Jeszcze tego samego roku dosłużył się stopnia podporucznika na wojnie siedmiotygodniowej z Austrią. Pierwsze odznaczenie zdobył na wojnie francusko pruskiej (1870–71), później służył w sztabie generalnym. W 1896 został pułkownikiem Regimentu Fizylierów Gwardii, rok później otrzymał stopień generalski. W 1901 został dowódcą 12 Dywizji mającej sztab w Nysie. W latach 1903–04 dowodził VI Korpusem we Wrocławiu, w 1905 otrzymał stopień generała piechoty. W 1911 po 45 latach służby został zwolniony z armii.
Ze względu na doświadczenie powtórnie powołano go w 1914, kiedy wybuchła I wojna światowa. Dowodził Śląskim Korpusem Landwehry (niem. Landwehrkorps Woyrsch, później Armeeabteilung Woyrsch), który działał na froncie wschodnim pod komendą austriacką. Jego zadaniem było zabezpieczenie Śląska przed atakiem Rosjan. W 1915 Odznaczył się podczas operacji pod Rawą Ruską, osłaniając odwrót sojusznika, co uratowało Austriaków od klęski. Korpus przemianowano w 1916 na Grupę Armijną – Woyrsch (Heeresgruppe Woyrsch). Stoczył wiele zwycięskich bitew, m.in. pod Toruniem. W 1917 za działania podczas ofensywy Brusiłowa otrzymał stopień feldmarszałka. Grupa została zdemobilizowana w grudniu 1917, już po klęsce wojsk rosyjskich. Von Woyrsch został zwolniony na własną prośbę.
Mający już ponad 70 lat weteran został ostatni raz powołany po zawieszeniu broni w 1918, by objąć dowództwo nad południowymi granicami Niemiec.
Ogółem z siedemdziesięciu trzech lat życia pięćdziesiąt spędził w czynnej służbie. Najważniejsze odznaczenia jakie zdobył to Krzyż Żelazny (1871), Order Orła Czarnego z łańcuchem, Order Wojskowy Świętego Henryka, order Pour le Mérite (1914) i rok później Liście Dębowe do niego.

## Odznaczenia
W trakcie służby wojskowej gen. von Woyrsch otrzymał:
- Order Pour le Mérite z liśćmi dębu (Prusy)
- Order Orła Czarnego z łańcuchem (Prusy)
- Order Orła Czerwonego II klasy z gwiazdą i liśćmi dębu (Prusy)
- Order Orła Czerwonego III klasy ze wstęgą i koroną (Prusy)
- Order Królewski Korony I klasy (Prusy)
- Order Hohenzollernów III klasy (Prusy)
- Krzyż Żelazny II klasy (Prusy)
- Order Świętego Jana (Prusy)
- Odznaka Honorowa Wojskowa II klasy (Prusy)
- Krzyż Honorowy III klasy Orderu Hohenzollernów z mieczami (Prusy)
- Krzyż Komandorski II klasy Orderu Lwa Zeryngeńskiego (Badenia)
- Krzyż Honorowy Orderu Zasługi Filipa Wspaniałomyślnego z mieczami na wstędze wojennej (Oldenburg)
- Krzyż Wielki Orderu Alberta (Saksonia)
- Order Wojskowy Świętego Henryka (Saksonia)
- Krzyż Zasługi II klasy Orderu Domu Książęcego Lippe (Schaumburg-Lippe)
- Oficer Orderu Leopolda (Belgia)
- Komandor Orderu Świętego Aleksandra (Bułgaria)
- Komandor I stopnia Orderu Danebroga (Dania)
- Wielka Wstęga Orderu Świętego Skarbu (Japonia)
- Kawaler Orderu Korony Żelaznej II klasy (Austro-Węgry)
- Krzyż Wielki Orderu Franciszka Józefa (Austro-Węgry)
- Order Świętego Stanisława III klasy (Imperium Rosyjskie)
- Kawaler Komandror Orderu Słonia Białego (Syjam)
- Wielka Wstęga Orderu Medżydów (Imperium Osmańskie)